# Silvio Gesell
Silvio Jean Gesell (17. březen 1862 – 11. březen 1930) byl německý ekonomický teoretik, podnikatel a politik německo-francouzského (valonského) původu. Je zakladatelem teorie o „volném hospodářství“ (německy Freiwirtschaft). Přestože ve své době byl spíše opomíjen, v současnosti jeho dílo nabývá na významu.[zdroj?]

## Život
Narodil se v Porýní, v městečku Sankt Vith (od roku 1920 Saint-Vith v Belgii) jako sedmé z devíti dětí. Jeho otec Ernst byl pruský Němec (původem z porýnských Cách), matka Mathilde byla Valonka. Po absolvování povinné školní docházky studoval na gymnáziu v Malmédách; studium na univerzitě si z finančních důvodů nemohl dovolit. Ve 25 letech emigroval do Argentiny, kde se vypracoval na úspěšného podnikatele. Firmu později přenechal svému bratrovi a opět emigroval (1892), tentokrát do Švýcarska, kde se věnoval farmaření a experimentálnímu zemědělství. V roce 1911 se vrátil do Německa, kde působil v zemědělském družstvu poblíž Berlína.
Ve svých 57 letech, na konci dubna 1919, byl v poválečné krajně levicové Bavorské republice rad jmenován „lidovým zástupcem“ (ministrem) financí pod ministerským předsedou Landauerem. Ačkoliv promptně začal pracovat na zavedení nového ekonomického systému dle svých postulátů, jeho působení mělo pouze jepičí trvání; již o týden později byla Bavorská republika vojensky rozdrcena, někteří vůdcové popraveni a další uvězněni. Gesell byl v soudním procesu v Mnichově osvobozen z obvinění z velezrady, když se dokázal před soudem sám obhajovat. Nicméně byl z Bavorska vypovězen a také pro Švýcarsko se stal persona non grata, takže již nemohl navštěvovat svůj statek. Pobýval střídavě v různých německých městech a mezi lety 1924–1927 ještě jednou emigroval do Argentiny. Vrátil se pak natrvalo do Německa.
Zemřel v osamění roku 1930 v braniborském Oranienburgu, na následky zápalu plic. Argentinské pobřežní město Villa Gesell (založené rok po jeho smrti) bylo nazváno na jeho počest.

## Myšlenky
Hlavním Gesellovým cílem bylo hospodářství bez rušivých konjunkturních výkyvů a spravedlivý sociální řád. Proto zastával názor, že je třeba usilovat o stabilní hodnotu peněz, spojenou s volnými měnovými kurzy a zrušením krytí zlatem. To by s sebou neslo jednak rozvolnění spojení množství peněz a zásob zlata v centrálních bankách, jednak zrušení jejich povinnosti směňovat na požádání peníze za zlato. Zároveň požadoval odstranění systému úroků, který je podle něj hlavní příčinou hospodářských krizí; to mělo umožnit zavedení tzv. kazících se peněz (též volné peníze či bezúročná měna).
V Argentině poznal měnovou krizi a nabyl přesvědčení, že peněžní a pozemková reforma je základem sociálně odpovědného kapitalismu. Právě tam začal publikovat své první teoretické práce o problémech peněžního systému. V roce 1891 postuloval, že rychlost peněžního oběhu je rozhodující faktor při stanovení úrovně cen. (Předjímal tak pozdější práci světoznámého amerického ekonoma Irvinga Fishera z 20. let 20. století.) Na konci 1. světové války správně předpověděl, že s ponecháním tehdejšího peněžního systému bude následovat další světová válka. Typické pro jeho ekonomickou teorii i jeho přesvědčení bylo jeho „držení se středu“ mezi individualismem a kolektivismem. Některé jeho zemědělské experimenty se staly základem izraelských kibuců.

## Dílo
- Reforma mincovnictví jakožto most k sociálnímu státu. Vlastním nákladem, Buenos Aires 1891
- Nervus rerum. Vlastním nákladem, Buenos Aires 1891
- Zestátnění peněz. Vlastním nákladem, Buenos Aires 1892
- Monetární systém Argentiny. Výhody a zlepšení. Vlastním nákladem, Buenos Aires 1893